# Белозерский канал
Белозе́рский кана́л — построенный как часть Мариинской водной системы канал для обхода Белого озера. Его протяжённость — 66,8 км, ширина — 32,7 м. Канал проходит от реки Ковжа до реки Шексна вдоль западного и южного берега Белого озера, частично через территорию города Белозерск.

## История

Белозерский канал. Тип старых шлюзовых ворот. Фото 1909 г.

Белое озеро имеет большую площадь поверхности (свободной воды), поэтому там часто бывают шторма: буря 27 августа 1832 г. потопила 62 судна. Чтобы избегать их, в 1843—1846 годах был сооружен Белозерский обводной канал.
- 1819 г. — создана Комиссия Белозерского канала.
- 1843 г. — начало строительства. Подрядчик — вытегорский купец первой гильдии Г. В. Гладин. За эту работу он удостоен Золотой медалью на Аннинской ленте. Прокопано 53 км канала, построена дамба длиною 12,8 км. Сохранилась народная песня:

Её Гладин копал, 

А граф Клей[н]михель помогал, 

Белозерская канава, 

Парусам прежним убава. 

Мы не думали того, 

Что опустеет Крохино, 

Да и Каргулино село.
- Август 1846 г. — проход первых судов. Ширина по поверхности — 11 саженей, по дну — 8 саж., глубина — одна сажень. Уровень воды поддерживался тремя деревянными шлюзами: «Безопасность» и «Удобство» на р. Шексне и «Польза» — на р. Ковже. Питание шлюзов водами Лозского и Азатского озёр, превращенных в водохранилища постройкой плотины на р. Куность.
- В 1890—1896 гг. во время переустройства Мариинской системы работы по улучшению Белозерского канала и р. Шексны были сданы с торгов инж. Доманевскому за общую сумму 3.828.700 руб.
- В 1964 году уровень воды в озере и канале поднят плотинами Шекснинского и Пахомовского гидроузлов. Ныне перемычка, отделяющая канал от озера, местами размыта. Канал судоходен для местных судов очень малых размеров. Широко используется для занятий байдарочным видом спорта.

#### Памятники-обелиски
- Устье Ковжи.
- На берегу канала в Белозерске поставлен памятник строителям канала — четырёхгранный чугунный обелиск, на котором были прикреплены бронзовые доски с надписями: «Белозерский канал сооружен повелением Государя Императора Николая Павловича в 1846 году» и «Канал сей сооружен в управление путями сообщения и публичных зданий генерал-адъютанта графа П. А. Клейнмихеля».
- У истока Шексны, у пристани Чайка.